# 小山勉 (政治学者)
小山勉（おやま つとむ、1936年6月20日-2006年12月29日）は、日本の政治学者。法学博士、九州大学名誉教授。特にトクヴィルを中軸とするフランス政治思想を専門とした。

## 人物・来歴
鹿児島県の種子島に生まれる。1967年3月早稲田大学第一政治経済学部卒業。同年4月早稲田大学大学院政治学研究科修士課程へ進学し、堀豊彦教授に師事。1970年3月に修了し、政治学修士号取得。同年4月東京都立大学大学院社会科学研究科（政治学専攻）博士課程へ進学し、半澤孝麿教授の下でフランス政治思想研究に従事。研究対象をそれまでのディドロからトクヴィルに変える。1973年3月博士課程満期。1973年4月新潟大学人文学部講師に就職。1977年新潟大学法文学部（人文学部から改称）助教授に就任、1980年の学部改組により法学部助教授となる。
「トックヴィルの自由精神の政治学 比較文明的視座からのデモクラシーの批判と形成原理」で、1984年3月に法学博士号を東京都立大学から授与される。1984年4月新潟大学法学部教授に昇任。1985年4月九州大学法学部教授に着任して、政治学史および比較政治学の研究・教育に従事。九州大学教授の間、九州大学評議員、九州大学法学部長（1992年7月～1994年6月）、九州大学図書館長（1995年4月～1998年3月）、日本政治学会理事（1989年10月～1992年10月）、政治思想学会理事（1994年4月～1998年3月）を歴任。1998年3月に九州大学を退職して4月に九州大学名誉教授の称号を受け、福岡大学法学部教授に着任。福岡大学在職中の2006年12月29日早朝に、入院先の福岡大学病院で逝去。

## 著書
- 『教育闘争と知のヘゲモニー フランス革命後の学校・教会・国家』御茶の水書房, 1998.3
- 『トクヴィル 民主主義の三つの学校』ちくま学芸文庫 2006.4

### 翻訳
- B.バディ, P.ビルンボーム『国家の歴史社会学』日本経済評論社, 1990.9
  - 『国家の歴史社会学 再訂訳版』中野裕二共訳. 吉田書店, 2015.4
- アレクシス・ド・トクヴィル『旧体制と大革命』(ちくま学芸文庫) 1998.1